# Фес (шапка)
Вижте пояснителната страница за други значения на Фес.
Фес (на турски: fes; на арабски: طربوش) е мъжка шапка, която има форма на пресечен конус с червен цвят, а на горната ѝ част има черен пискюл. Наречен е на мароканския град Фес, столицата на Кралство Мароко до 1927 г. Фесовете са разпространени в ислямския свят, и най-вече през последния век от историята на Османската империя. През 1826 г., след като унищожава еничарския корпус, османският султан Махмуд II нарежда с ферман всички чиновници и наемни войници да носят задължително фесове. През 1925 г. президентът на Турция Кемал Ататюрк забранява носенето на фесове. Оттогава фесът не е част от турското мъжко облекло.
След Освобождението на България през 1878 г., фесовете масово се заменят от калпак, който се приема за символ на свободата на страната. Фесът е традиционна левантийска шапка, носена и в Магреб, а в античността — от пуническите свещеници. 